# 庫皮揚斯克區
库皮扬斯克区，是烏克蘭東部哈爾科夫州的一個区，行政中心設於库皮扬斯克，面積为4,618.1平方公里，2021年人口数量为133,135人。

## 历史
2020年7月18日乌克兰施行了行政区划改革，哈爾科夫州的区份数量减至7个，库皮扬斯克区的面积显著扩大。改革前库皮扬斯克区的面积为1,280.3平方公里，2020年人口数量为23,180人。

## 行政区划
2020年行政改革后，库皮扬斯克区下分为8个市镇：
- 库皮扬斯克市镇（市级）
- 大布尔卢克市镇（镇级）
- 德沃里奇纳市镇（镇级）
- 舍夫琴科韦市镇（镇级）
- 彼得罗巴甫利夫卡市镇（乡级）
- 维利胡瓦特卡市镇（烏克蘭語：Вільхуватська сільська громада）（乡级）
- 金德拉希夫卡市镇（烏克蘭語：Кіндрашівська сільська громада）（乡级）
- 库里利夫卡市镇（烏克蘭語：Курилівська сільська громада）（乡级）